# Біллі Медісон
«Біллі Медісон» (англ. Billy Madison) — американська кінокомедія 1995 року режисера Тамри Девіс. Головну роль у фільмі виконав Адам Сендлер.

## Сюжет
Біллі Медісон, спадкоємець неймовірно багатого власника мережі готелів, проводить цілодобово в розгляданні непристойних журнальчиків, поглинаючи пиво і влаштовуючи ідіотські розіграші. Але одного разу неробству приходить кінець — його батько хоче передати компанію, якою він володіє, своєму сумнівному другу. Біллі не може цього допустити і просить у батька права на компанію. І ось, для отримання законної «спадщини» Біллі Медісону необхідно заново пройти всю школу за два місяці.

## У ролях
| Актор           | Роль                |
| --------------- | ------------------- |
| Адам Сендлер    | Біллі Медісон       |
| Даррен Макгевін | Браян Медісон       |
| Бріджитт Вілсон | Вероніка Вон        |
| Бредлі Вітфорд  | Ерік Гордон         |
| Джош Мостел     | Макс Андерсон       |
| Норм Макдональд | Френк               |
| Марк Бельцман   | Джек                |
| Ларрі Генкін    | Карл Альфонс        |
| Тереза Меррітт  | Хуаніта             |
| Джим Давні      | суддя десятиборства |
| Грант Аліанак   | Пете                |
| Діна Платіас    | місс Ліппі          |
| Роберт Смігель  | містер Обласкі      |
| Стів Бушемі     | Денні Макграт       |
| Кріс Фарлі      | водій автобуса      |

## Критика
Від критиків фільм отримав переважно негативні відгуки через невдалі, а часом і дурнуваті жарти героя Адама Сендлера, розраховані на людей з нерозвиненим відчуттям гумору. На Rotten Tomatoes фільм отримав оцінку 41 % на основі 49 відгуків від критиків і 79 % від більш ніж 250 000 глядачів.